# Punta Peligro
Punta Peligro är en udde i Spanien.   Den ligger i provinsen Provincia de Santa Cruz de Tenerife och regionen Kanarieöarna, i den sydvästra delen av landet, 1 800 km sydväst om huvudstaden Madrid. Punta Peligro ligger på ön La Gomera.
Terrängen inåt land är varierad. Havet är nära Punta Peligro åt nordväst. Runt Punta Peligro är det ganska glesbefolkat, med 47 invånare per kvadratkilometer. Närmaste större samhälle är Vallehermosa, 5,6 km sydost om Punta Peligro. 